# Portalada mirador
La Portalada mirador és una obra de Tàrrega (Urgell) inclosa a l'Inventari del Patrimoni Arquitectònic de Catalunya.
És una portalada pertanyent a una masia d'Ossó de Sió que ha estat muntada durant l'any 1982 al Parc de Sant Eloi. A l'extrem de la plataforma del Parc actua com a mirador de les muntanyes del Prepirineu. Està construïda amb maçoneria amb tres arcades amb arc de mig punt. La construcció original data del segle xviii.